# 诺基亚3100
诺基亚3100是一款三频GSM手机，于2003年6月16日发布，是诺基亚的入门级手机。诺基亚3100是诺基亚6100的后续产品以及诺基亚3510的后继产品。该电话是诺基亚3000系列产品中的第一款产品，配备了128×128像素的无源彩色显示屏（4096色/12位），并包含Java MIDP。 1.0，XHTML和WAP浏览器，GPRS，Pop-Port连接和锂离子电池。它也能够播放和弦MIDI文件，可用作铃声。
它体积小，重量轻，并且具有特殊的照明效果。

## 特征
诺基亚3100使用诺基亚40系列平台固件，该固件具有较大的静态图标，而不是某些其他诺基亚手机的动画图标。
手机可以发送和接收带有铃声和图像的BMP，JPEG，PNG和GIF格式的文本和彩信。基本的3100没有语音记录器，无线电接收器， MP3播放器或照相机，而3100b型号则具有语音记录。可以通过其Pop-Port将相机添加到手机中。
诺基亚3200建立在诺基亚3100的基础上，增加了诺基亚7250i内置的CIF分辨率相机等功能。尽管3200被指定为3100的后继产品，但3100却比3200受欢迎。这使3100（及其重新设计的3120）保持了生产状态，而3200则停产并由诺基亚3220取代。

## 相似機型

### 诺基亚3100（RH-19）
基本版本。它适用于GSM 900/1800/1900。

### 诺基亚3105
诺基亚3100的CDMA版本，可在CDMA2000 1xRTT网络中使用。它与3100相似，除了内置手电筒和后电池盖的形状略有不同。手机的固件比基本3100或3100b具有更多功能，例如语音标签和语音命令以及管理器菜单。
诺基亚3105在澳大利亚的Hutchison Orange网络上使用，直到2006年底澳大利亚的CDMA网络关闭。然后，Orange网络上的所有客户都移至和记的3G网络“ 3 ”。

### 诺基亚3120
诺基亚3120于2004年4月发布，是3100的重新设计版本。 除了更加“类似于企业”的面板，经过修改的键盘以及包含SmileyWorld主题内容之外，  3120与基本3100大致相同。 除了GSM 3120外，CDMA 3105还被修改为诺基亚3125，使用了底座3120面板。